# クラクトン文化

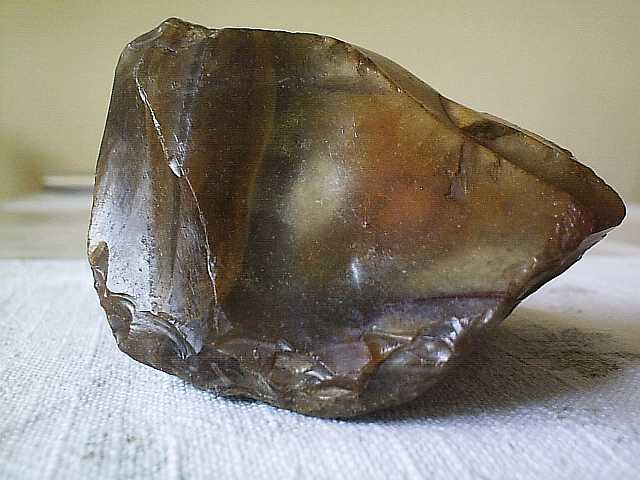
クラクトン文化における手斧

クラクトン文化（Clactonian culture）は、前期旧石器時代の約30万年前 - 約20万年前にヨーロッパで見られた、剥片石器を特徴とする文化である。地理的な範囲は、イギリスのイングランドを中心とする。イギリス・エセックス州にある、クラクトン･オン･シー遺跡が標準遺跡である。具体的な時期としては、イギリスの地質用語でいうところのホクソニアン（Hoxnian Stage）、或いはミンデル氷期とリス氷期の間の間氷期であるホルシュタイン間氷期（Holstein interglacial）が該当する。火打石や手斧が道具の担い手はホモ・ハイデルベルゲンシスとされる。

## 概要
1911年、イギリスのエセックス州クラクトン・オン・シーの古水路でハズルダイン・ウォレン（Hazzledine Warren）が40万年前の遺構を発見をしたことに因み、クラクトンの名が付けられた。同地で発見された遺物は、火打石を刻むための機具、火打石の欠片、加工された木の先端、巨象やカバの遺骨などが見られた。この道具は、ケント州スウォンズコームやサフォーク州バーンハムの近くにあるバーンフィールド・ピットやリクソン・ピットでも発見されており、同様の産業は北ヨーロッパ全域で確認されている。クラクトン文化は、燧石の芯から厚く不規則な剥片を打ち出し、それを斧として使用するものであった。この薄片は、粗いナイフやスクレイパーとして使用されたものとみられる。オルドワン石器とは異なり、柄や軸に取り付けられていたことを示す刻み目付きのものもある。加工されたものは珍しく、破片に顕著な打撃痕があることから、ハンマーストーンを使用したことが窺える。
また、1972年、ナイル川河畔の100フィートの段丘での発掘調査から、クラクトン型産業の「エジプト版」が唱えられた。

## クラクトン論争
クラクトン文化は、同じ基本技術を用いながら、手斧技術（火打石の芯を二つ折りにして作るもの）を持っていたアシュール文化と共存していた可能性があり、1994年には、クラクトン文化をアシュール文化とは異なる文化・傾向と見なすことへの正当性を疑問視する論文が出されている。論文では、クラクトン文化が実際にはアシュール文化と同一であり、遺物がハンドアックスを必要としない人々によって作られたものであるために、異なる文化のものと評価されたに過ぎないかもしれないのだという。環境、原料の品質や入手のしやすさなどの違いから、この2つの文化は、一時は現代の考古学者によってのみ認識されていたと推察されるが、実際は違うのかもしれない。